# Angela Henson – Das Auge des FBI
Angela Henson – Das Auge des FBI (Originaltitel: Angela’s Eyes) ist eine US-amerikanische Fernsehserie.
Die Serie umfasst 13 Episoden.

## Handlung
Die Serie handelt von der jungen FBI-Agentin Angela Henson, welche dank ihres Talentes noch kleinste Gesten und Körperreaktionen ihrer Mitmenschen zu bemerken erkennt, sobald jemand lügt. Während sie dies in der Ausübung ihres Berufs zu ihrem Vorteil zu nutzen weiß, bringt es sie im Privatleben oftmals in schwierige Situationen.
Neben Ermittlungen in einzelnen Kriminalfällen beinhaltet jede Folge auch Elemente übergeordneter Handlungsstränge, wie Angela Hensons Beziehungen oder das Verhältnis zu ihrer Familie, insbesondere den Eltern, zwei ehemalige CIA-Agenten, welche seit Angelas 14. Lebensjahr wegen Landesverrats inhaftiert sind.

## Ausstrahlung und Einschaltquoten
Die Erstausstrahlung fand am 16. Juli 2006 auf dem US-Sender Lifetime statt.
Ab dem 29. November 2007 lief sie in synchronisierter Fassung auf dem deutschen TV-Sender RTL II.
| Datum                           | Zuschauer | Zuschauer       | Marktanteil | Marktanteil     | Quellen     |
| Datum                           | Gesamt    | 14 bis 49 Jahre | Marktanteil | Marktanteil     | Quellen     |
| Datum                           | Gesamt    | 14 bis 49 Jahre | Gesamt      | 14 bis 49 Jahre | Quellen     |
| ------------------------------- | --------- | --------------- | ----------- | --------------- | ----------- |
| 29. November 2007 (erste Folge) | 1,12 Mio. | 0,68 Mio.       | 3,5 %       | 5,5 %           | [ 1 ] [ 2 ] |
| 6. Dezember 2007                | 0,9 Mio.  | –               | 2,9 %       | 4,9 %           | [ 3 ]       |
| 13. Dezember 2007               | –         | –               | –           | 5,2 %           | [ 2 ]       |
| 20. Dezember 2007               | –         | –               | –           | 5,2 %           | [ 2 ]       |
| 27. Dezember 2007               | –         | –               | –           | 3,8 %           | [ 4 ]       |
| 3. Januar 2008                  | 0,58 Mio. | 0,34 Mio.       | 1,7 %       | 2,6 %           | [ 4 ]       |
| 31. Januar 2008                 | –         | –               | –           | 3,4 %           | [ 2 ]       |

Die Serie wurde vorzeitig aufgrund schwacher Quoten am 31. Januar 2008 abgesetzt. Die letzten drei Folgen wurden später gesendet.

## Episodenliste

### Staffel 1
| Nr. | Deutscher Titel         | Originaltitel      | Erstausstrahlung USA | Deutschsprachige Erstausstrahlung (D) |
| --- | ----------------------- | ------------------ | -------------------- | ------------------------------------- |
| 1   | Verschwunden            | Pilot              | 16. Juli 2006        | 29. Nov. 2007                         |
| 2   | Bedroht                 | Eyes for Windows   | 23. Juli 2006        | 6. Dez. 2007                          |
| 3   | Ablenkungsmanöver       | In God’s Eyes      | 30. Juli 2006        | 13. Dez. 2007                         |
| 4   | Vater und Sohn          | Eyes of the Father | 6. Aug. 2006         | 20. Dez. 2007                         |
| 5   | Undercover              | Undercover Eyes    | 13. Aug. 2006        | 27. Dez. 2007                         |
| 6   | Schicksal einer Diva    | Political Eyes     | 20. Aug. 2006        | 3. Jan. 2008                          |
| 7   | Wettlauf gegen die Zeit | Open Your Eyes     | 27. Aug. 2006        | 10. Jan. 2008                         |
| 8   | Stockholm-Syndrom       | Blue-Eyed Blues    | 10. Sep. 2006        | 17. Jan. 2008                         |
| 9   | Auf Leben und Tod       | Lyin’ Eyes         | 17. Sep. 2006        | 24. Jan. 2008                         |
| 10  | Doppelleben             | Eyes Wide Shut     | 24. Sep. 2006        | 31. Jan. 2008                         |
| 11  | Drama über den Wolken   | In Your Eyes       | 1. Okt. 2006         | 18. Sep. 2009                         |
| 12  | Chamäleon               | The Camera’s Eye   | 8. Okt. 2006         | 25. Sep. 2009                         |
| 13  | Ezechiel                | Eyes on the Prize  | 15. Okt. 2006        | 2. Okt. 2009                          |